# Stena Line
A Stena Line é uma companhia de navegação sueca, fundada em 1962, e com sede em Gotemburgo.